# Broderie de Tenango

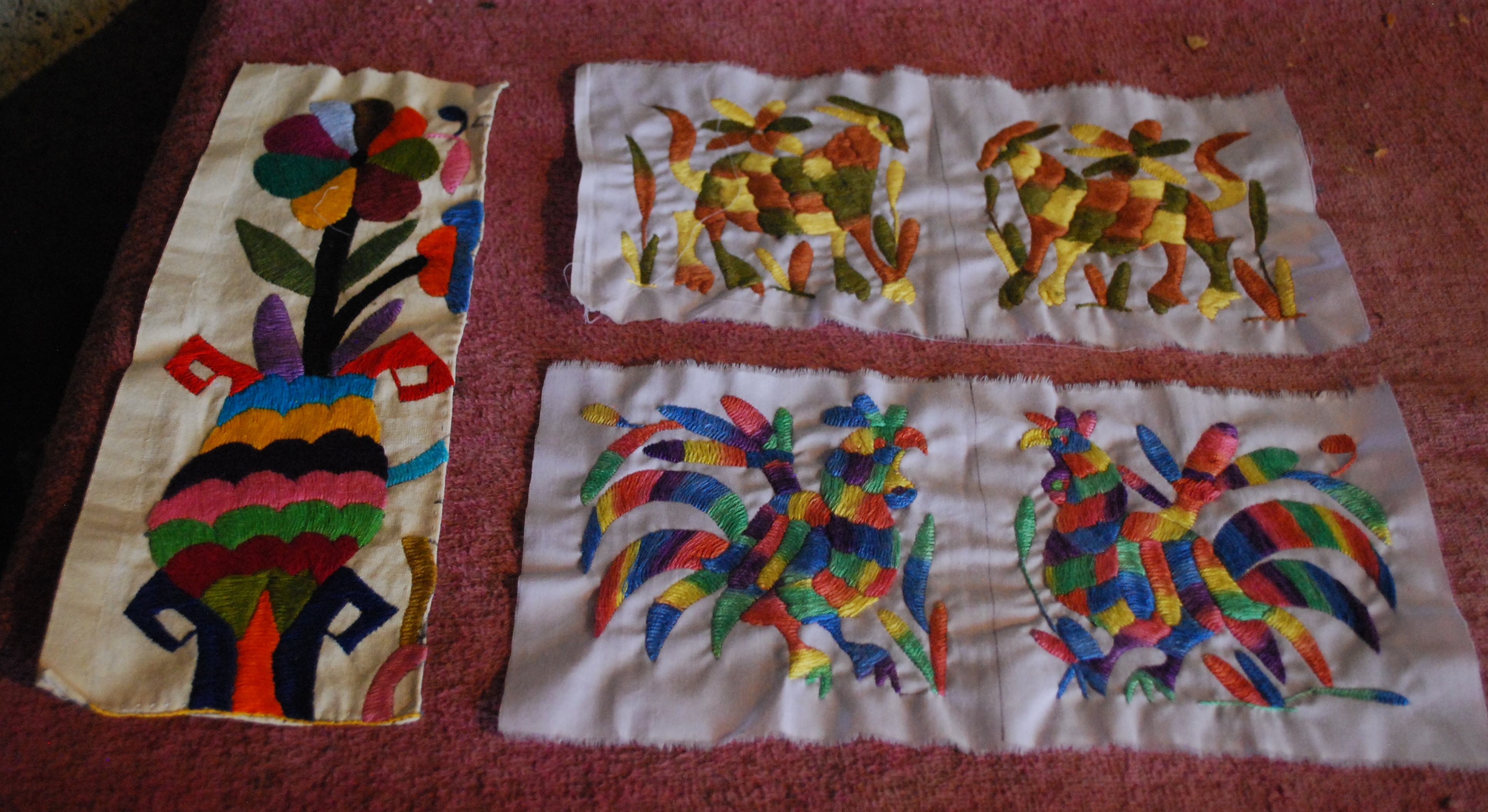
Petits panneaux de broderie tenango montrant les détails réalisés par Elvira Clemente Gomez de Santa Monica, Tenango de Doria.

La broderie de Tenango est un style de broderie originaire de la municipalité de Tenango de Doria dans l'état mexicain d'Hidalgo. Il s'agit d'une version commercialisée de la broderie traditionnelle Otomi, qui est développée dans les années 1960 en réponse à la crise économique. On estime à plus de 1 200 le nombre d'artisans qui pratiquent l'artisanat à Tenango de Doria et dans la municipalité voisine de San Bartolo Tutotepec (en).

## Origine géographique

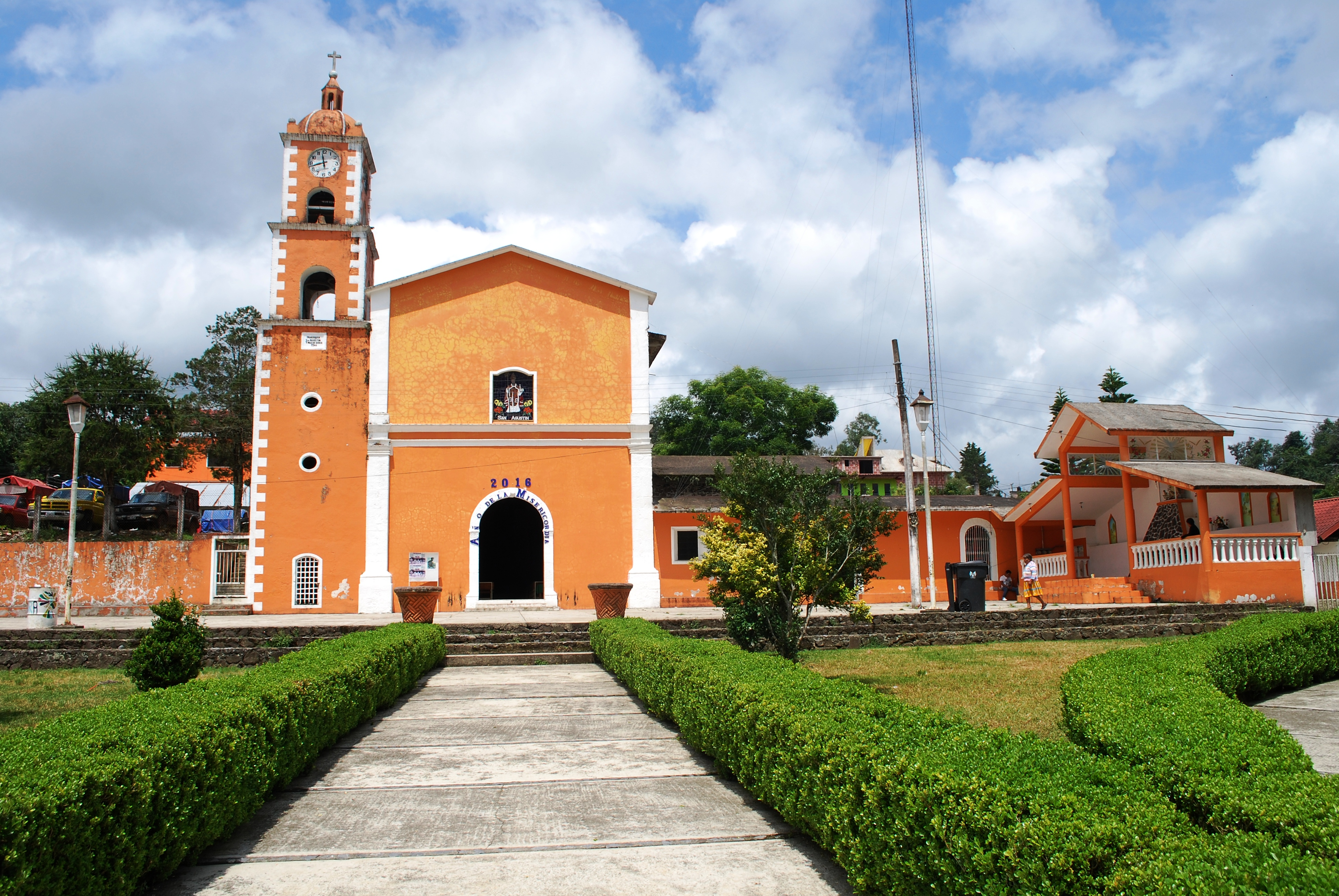
Église paroissiale de Tenango de Doria

La broderie tenango moderne et authentique est réalisée dans les communes de San Nicolas de Tenango de Doria et, dans une moindre mesure, dans la commune voisine de San Bartolo Tutotepec (en). La conception et la fabrication s'associent au peuple indigène Otomi, qui se fait appeler « hñuhñu ». Les Otomis se trouvent dans plusieurs états du centre du Mexique, mais la broderie n'est endémique que dans cette région, qui est un peu différente des autres régions d'Otomi. Coincées dans des canyons escarpés, les communautés ici, sont situées dans la Sierra Madre orientale. Comme ces montagnes retiennent une grande partie de l'humidité provenant du golfe du Mexique, le climat y est beaucoup plus humide, avec plus de végétation que dans les autres régions d'Otomi, ce qui affecte le développement des motifs de broderie. Elle isole également les habitants de cette région, leur permettant de conserver beaucoup plus les traditions anciennes et la vision du monde. Dans son livre « Los Tenangos : mitos y ritos bordados : arte textile hidalguense », la chercheuse Carmen Lorenzo caractérise les Tenangos comme une sorte de codex moderne, témoignant de la vie quotidienne des Otomis ruraux de cette région. La vision du monde de ces œuvres est traditionnelle, car une grande partie de l'idéologie ancienne de ces communautés demeure intacte. Beaucoup d'entre eux parlent encore l'otomi, et une partie ne parle que cette langue. Il y a tout de même un contact avec le monde extérieur par le biais de l'artisanat et de la migration vers l'extérieur et cela a affecté le développement de l'artisanat.

## Description

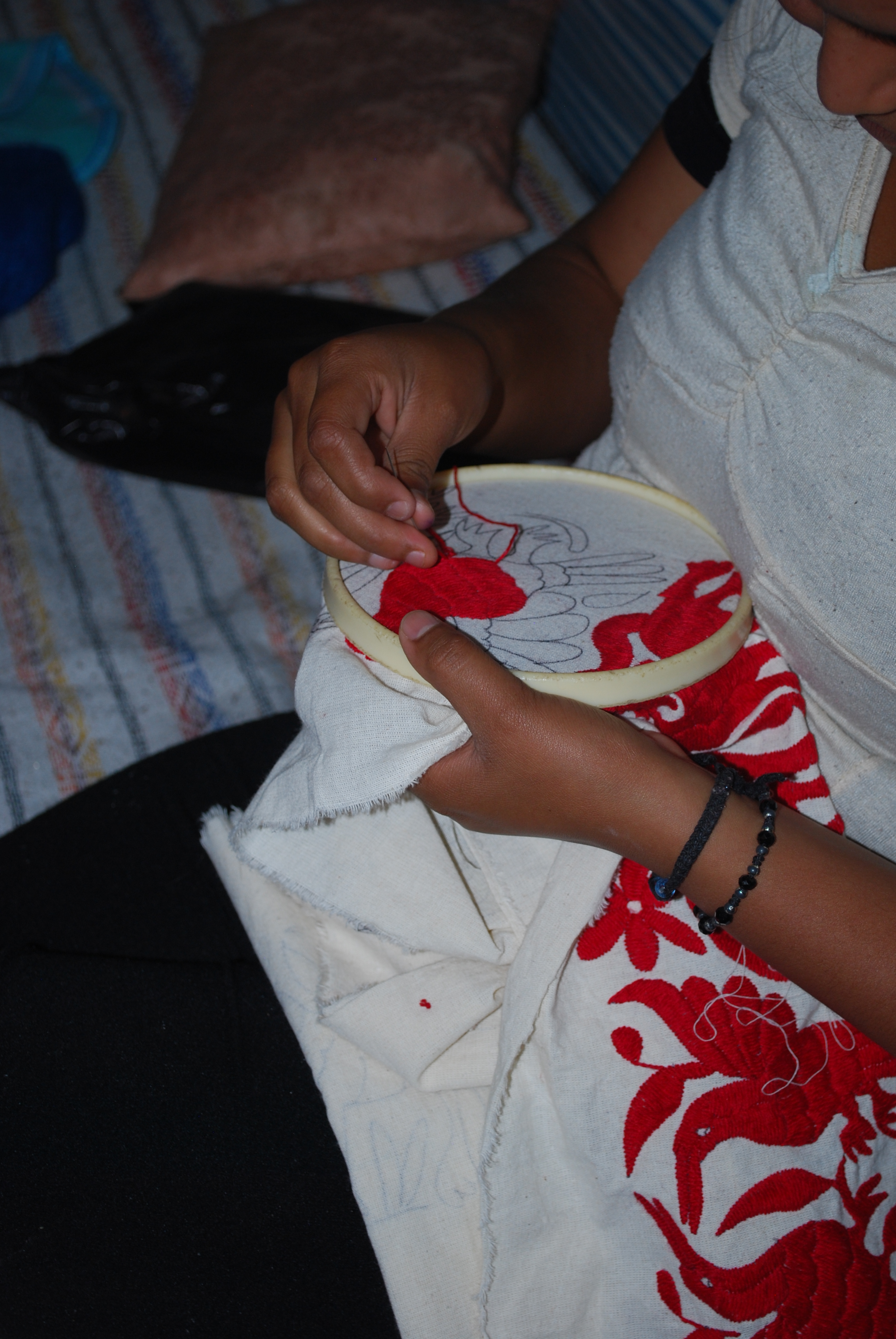
Travailler sur une pièce tout en regardant la télévision dans la communauté de Santa Monica à Tenango de Doria.

La broderie est une version simplifiée de la broderie réalisée depuis des siècles, adaptée aux produits destinés à être vendus à l'extérieur. Les pièces ont généralement de multiples éléments figuratifs de forme stylisée, qui sont disposés sur le tissu selon un motif géométrique, la plupart du temps ou complètement symétrique,. Les éléments les plus communs sont la flore et la faune de la région de Tenango de Doria, y compris les poulets, chiens, oiseaux sauvages, lapins, chevaux, fleurs et arbres. Parfois, des personnes et d'autres objets apparaissent également,,,. D'autres figures incluent des figures en papier d'amate découpées par des chamans/guérisseurs locaux et des peintures préhistoriques trouvées dans des grottes locales,. Ces éléments sont le plus souvent disposés selon un modèle, mais peuvent être mis en scène pour des scènes de la vie quotidienne, des fêtes folkloriques et de la religion. Les couleurs de tissu de fond les plus courantes sont le blanc et le blanc cassé, généralement pour les nappes et similaires, suivies du noir, mais d'autres couleurs comme le rouge et le bleu sont également utilisées. Le plus souvent, les éléments ne sont pas réalisés dans des couleurs réalistes, mais plutôt dans des couleurs vives comme le jaune, le vert et le bleu. Tous les éléments peuvent être d'une seule couleur ou multicolores. Dans ce dernier cas, les couleurs sont le plus souvent combinées en une série de rayures sur les éléments,. Les meilleurs tenangos ont de petites coutures serrées, avec une nappe ou un couvre-lit bien fait, cela peut prendre jusqu'à six ans pour être terminé.

## Histoire

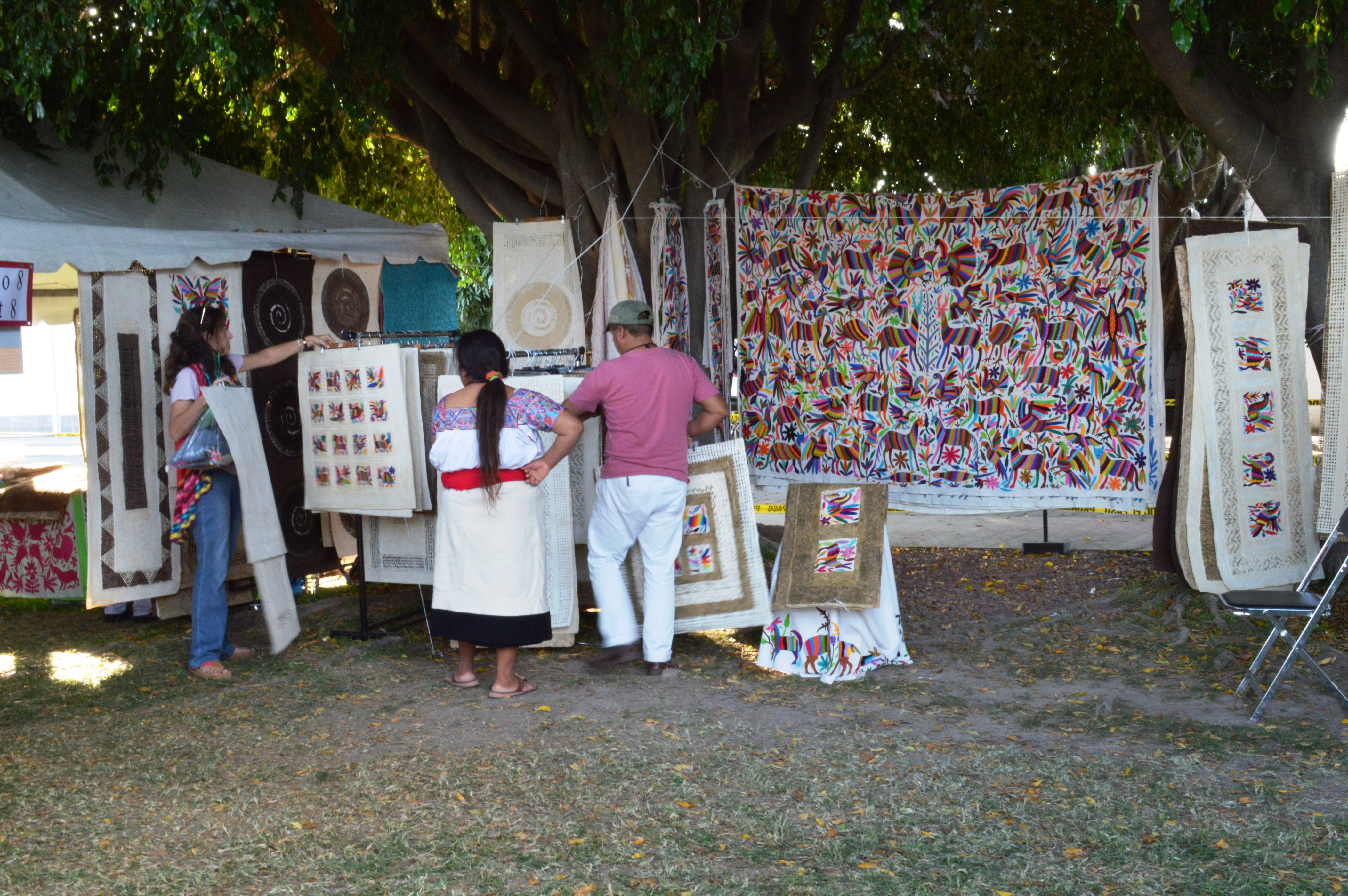
Papier Tenango et Amate en vente à la foire Feria Maestros de Arte à Chapala, Jalisco.

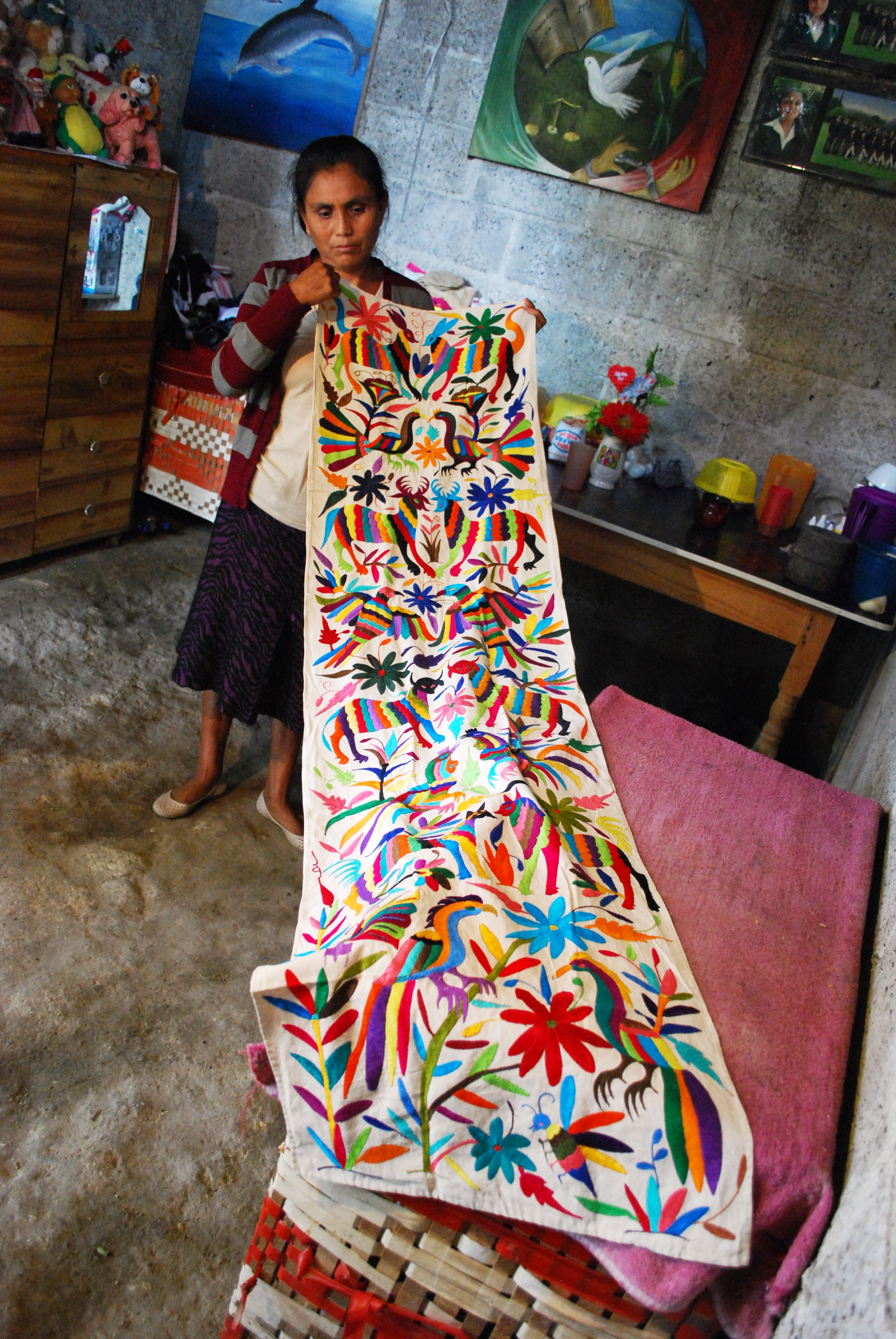
Elvira Clemente Gomez avec une pièce montrant la vie d'un village producteur de café dans l'état d'Hidalgo, chez elle à Santa Monica, Tenango de Doria.

Il est prouvé que la broderie existe à l'époque préhispanique en Mésoamérique, mais elle subit un changement radical avec l'introduction des techniques et des dessins européens. Elle est toujours traditionnellement le travail des femmes, les filles apprenant de leurs mères. Aujourd'hui encore, la plupart du travail se fait au sein des familles individuelles, mais il existe des coopératives de femmes qui travaillent ensemble pour produire et promouvoir leurs produits.
Le style de broderie maintenant connu sous le nom de tenango est basé sur la broderie traditionnelle Otomi de la région, mais modifié pour créer des pièces à vendre. Cela s'est produit dans les années 1960, lorsqu'une sécheresse régionale perturbe gravement la dépendance de l'économie locale à l'égard de l'agriculture de subsistance. L'origine de cette innovation remonte à la petite communauté de San Nicolas dans la municipalité de Tenango de Doria. À l'origine, l'idée est de fabriquer et de vendre des chemisiers en « pepenado », une sorte de chemisier froncé et traditionnel encore porté dans la région. Cependant, leur fabrication prend beaucoup de temps et ne peut être vendue à un prix suffisant,. Au lieu de cela, les éléments de broderie sont transférés sur des pièces de tissu plates. Même ceux-ci se vendent trop bon marché, surtout au début quand le style est inconnu. Au fil du temps, le style de broderie est appliqué aux nappes, serviettes, taies d'oreiller, dessus de lit, différents styles de vêtements et plus encore. Bien que le travail soit encore principalement effectué par des femmes, les hommes le reprennent, non seulement à Tenango, mais aussi dans les programmes d'artisanat des prisons,,.
La broderie devient assez populaire pour être trouvée dans de nombreux points de vente au Mexique et régulièrement expédiée à l'étranger. Les pièces peuvent se vendre entre 15 et 10 000 pesos mexicains ou plus, selon la taille et la qualité. Ils sont vendus dans des hôtels et des boutiques haut de gamme, certains artisans travaillant avec des designers mexicains et étrangers. Par exemple, en 2011, la marque de mode française Hermès s'associe au Museo de Arte Popular et à divers artisans pour créer des reproductions de la broderie.
Cependant, une partie de la commercialisation est controversée. L'un des principaux problèmes est que les créateurs reçoivent beaucoup moins ce que la pièce se vend finalement. Les artisans très pauvres et/ou non hispanophones peuvent être exploités, payés aussi peu que 100 pesos pour une nappe ou même échanger leur travail contre de la nourriture. On estime qu'il y a environ 1 200 personnes qui pratiquent l'artisanat dans la municipalité, mais ce nombre est peut-être beaucoup plus élevé, car il ne tient pas compte des enfants de cinq ans qui participent aux travaux. Malgré un certain soutien de la part d'entités gouvernementales comme le Secrétariat au Bien-être du Mexique (SEDESOL),, l'activité est très peu rentable parce qu'elle exige beaucoup de main-d'œuvre. Les jeunes générations ne se lancent pas si elles peuvent gagner plus d'argent dans une autre activité. L'une des raisons en est que le dessin ou modèle ne bénéficie d'aucune protection juridique, ni droit d'auteur, ni marque déposée.